# ゴールウェイ子爵
ゴールウェイ子爵（英語: Viscount Galway）は、アイルランド貴族の子爵位。過去に4回創設されており、1727年にホイッグ党の政治家ジョン・モンクトンが叙された第4期のものが現存している。

## 歴史
第4代クランリカード伯爵リチャード・バークが1628年8月23日にアイルランド貴族爵位ゴールウェイ子爵に叙せられたのが最初の創設である（この際に同時にイングランド貴族爵位セント・オールバンズ伯爵に叙せられている）。一期目のゴールウェイ子爵についてはクランリカード伯爵の項目を参照。
2期目のゴールウェイ子爵は第7代クランリカード伯爵ウィリアム・バークのヤンガーサンのユリック・バーク(c. 1670–1691)が1687年6月2日にゴールウェイ県におけるチャーキン男爵(Baron of Tyaquin, in the County of Galway) とともに叙されたアイルランド貴族爵位だが、彼一代で廃絶している。
3期目のゴールウェイ子爵はフランスから亡命してきたヘンリー・デ・マシュー(1648-1720)が1692年に叙せられたアイルランド貴族爵位である。ついで彼は1697年にアイルランド貴族爵位ゴールウェイ伯爵(Earl of Galway)に叙せられたが、両爵位とも彼一代で廃絶した。
現存する4期目のゴールウェイ子爵はホイッグ党の政治家ジョン・モンクトン(1695–1751)が、1727年7月17日にクレア県におけるキラード男爵(Baron of Killard, in the County of Clare)とともに叙せられたアイルランド貴族爵位である。
その息子の2代ゴールウェイ子爵ウィリアム・モンクトン(?-1772)は、1769年に叔母フランセス・アランデル(Frances Arundell)の意志により勅許を得て「モンクトン＝アランデル(Monckton-Arundell)」に改姓した。
下って7代ゴールウェイ子爵ジョージ・エドムンド・ミルンズ・モンクトン＝アランデル(1844–1931)は、1887年7月4日に連合王国貴族爵位ノッティンガム州におけるサールビーのモンクトン男爵 (Baron Monckton, of Serlby in the County of Nottingham)に叙せられ、以降3代の当主はこの爵位に基づいてイギリス議会貴族院議員に列した。
8代ゴールウェイ子爵ジョージ・ヴィアー・アランデル・モンクトン＝アランデル(1882–1943)は、1935年から1941年にかけてニュージーランド総督を務めた。
9代ゴールウェイ子爵サイモン・ジョージ・ロバート・モンクトン＝アランデル(1929–1971)が男子なく死去したことで連合王国貴族モンクトン男爵は廃絶した。一方ゴールウェイ子爵位は5代ゴールウェイ子爵ウィリアム・ジョージ・モンクトン＝アランデル(1782–1834)に遡っての分流に継承された。2018年現在の当主は第13代ゴールウェイ子爵ジョン・フィリップ・モンクトン＝アランデル(1952-)である。

## 現当主の保有爵位
現当主のジョン・フィリップ・モンクトン＝アランデルは以下の爵位を保有している。
- 第13代ゴールウェイ子爵 (13th Viscount Galway)
(1727年7月17日の勅許状によるアイルランド貴族爵位)
- クレア県における第13代キラード男爵 (13th Baron of Killard, in the County of Clare)
(1727年7月17日の勅許状によるアイルランド貴族爵位)

## 歴代当主

### ゴールウェイ子爵 第2期 (1687年)
- 初代ゴールウェイ子爵ユリック・バーク (1670–1691)

### ゴールウェイ子爵 第3期 (1692年) と ゴールウェイ伯爵 (1697年)
- 初代ゴールウェイ伯爵・初代ゴールウェイ子爵ヘンリー・デ・マシュー (Henri de Massue, 1648-1720) - フランス貴族リュヴィニー侯爵

### ゴールウェイ子爵 第4期 (1727年)
- 初代ゴールウェイ子爵ジョン・モンクトン (John Monckton, 1695–1751)
- 2代ゴールウェイ子爵ウィリアム・モンクトン＝アランデル（英語版） (William Monckton-Arundell, ?-1772) - 先代の息子
- 3代ゴールウェイ子爵ヘンリー・ウィリアム・モンクトン＝アランデル (Henry William Monckton-Arundell, 1749–1774) - 先代の息子
- 4代ゴールウェイ子爵ロバート・モンクトン＝ゴールウェイ（英語版） (Robert Monckton-Arundell, 1752–1810) - 先代の弟
- 5代ゴールウェイ子爵ウィリアム・ジョージ・モンクトン＝アランデル (William George Monckton-Arundell, 1782–1834)- 先代の息子
- 6代ゴールウェイ子爵ジョージ・エドワード・アランデル・モンクトン＝アランデル (George Edward Arundell Monckton-Arundell, 1805–1876) - 先代の息子
- 7代ゴールウェイ子爵ジョージ・エドムンド・ミルンズ・モンクトン＝アランデル（英語版） (George Edmund Milnes Monckton-Arundell, 1844–1931) - 先代の息子
- 8代ゴールウェイ子爵ジョージ・ヴィアー・アランデル・モンクトン＝アランデル (George Vere Arundel Monckton-Arundell, 1882–1943) - 先代の息子
- 9代ゴールウェイ子爵サイモン・ジョージ・ロバート・モンクトン＝アランデル (Simon George Robert Monckton-Arundell, 1929–1971) - 先代の息子
- 10代ゴールウェイ子爵ウィリアム・アランデル・モンクトン＝アランデル (William Arundell Monckton-Arundell, 1894–1977) - 5代子爵に遡っての分流
- 11代ゴールウェイ子爵エドムンド・サヴィル・モンクトン・アランデル (Edmund Savile Monckton-Arundell, 1900–1980) - 先代の弟
- 12代ゴールウェイ子爵ジョージ・ルパート・モンクトン＝アランデル (George Rupert Monckton-Arundell, 1922–2017[11]) - 先代の従兄弟の子
- 13代ゴールウェイ子爵ジョン・フィリップ・モンクトン＝アランデル（英語版） (John Philip Monckton-Arundell, 1952-) - 先代の息子
  - 法定推定相続人は現当主の息子ジェフリー・タイラー・ブラック・モンクトン＝アランデル (Geoffrey Taylor Black Monckton-Arundell, 1996-)